# Centaurea pseudoaxillaris
Centaurea pseudoaxillaris — вид квіткових рослин родини айстрових (Asteraceae). Ендемік півдня Болгарії.

## Середовище
Росте у трав'янистих місцях по периферії кам'янистих галявин у відкритих, дубових і змішаних лісах і чагарниках у низинних і передгірських районах. Популяції малочисельні, до 200 фертильних рослин.

## Морфологічна характеристика
Багаторічник. Кореневище коротке; коріння вузьковеретеноподібне. Стебло гіллясте, до 15–25(30) см, запушене, густо облистнене. Листки запушені, від еліптичних до лінійно-ланцетних; від цілісних до перистороздільних; верхні стеблові листки цілокраї. Квіткова голова одинарна, ≈ 3 см в діаметрі. Обгорткові приквітки світло-коричневі, від широко трикутних до піделіптичних. Придатки з солом'яно-жовтою верхівкою. Внутрішні квітки трубчасті, від пурпурового до темно-рожевого забарвлення, з пурпуровими пиляками. Периферійні квітки променисті, пурпурові. Сім'янки довжиною 4–5 мм. Папус довжиною 2–2,5 мм. Період цвітіння: травень і червень. Період плодіння: червень і липень.